# Wapen van Renesse

Wapen van Renesse

Het wapen van Renesse werd op 31 juli 1817 bevestigd door de Hoge Raad van Adel aan de Zeeuwse gemeente Renesse. Per 1961 ging Renesse op in de gemeente Westerschouwen en is sinds 1997 onderdeel van gemeente Schouwen-Duiveland. Het wapen van Renesse is daardoor definitief komen te vervallen als gemeentewapen. Het wapen van Renesse werd opgenomen in het wapen van Westerschouwen.

## Blazoenering
De blazoenering van het wapen luidde als volgt:
In keel bezaaid met staande blokjes van goud een aanziende leeuw van hetzelfde.
De heraldische kleuren zijn goud (goud of geel) en keel (rood). In het register van de Hoge Raad van Adel zelf wordt geen beschrijving gegeven, maar een afbeelding.

## Verklaring

Op het wapendiploma is het wapen afgebeeld met een randschrift.

Het wapen is gelijk aan het wapen van het huis Renesse. Het familiewapen werd als eerste gevoerd door ridder Johan van Renesse, die dit reeds in 1271 voerde. Het is tegenwoordig nog in gebruik bij zijn nakomelingen. De leeuw is waarschijnlijk afgeleid van de leeuw in het wapen van het huis Holland. De blokjes komen ook voor in het wapen van Nederland. De familie had ook in Utrecht een aantal bezittingen. Het gemeentewapen vormde eerder het heerlijkheidswapen van heerlijkheid Renesse.

## Verwante wapens

Weergave van het wapen van het huis Renesse omstreeks 1483 zoals afgebeeld in het wapenboek Codex 148
Weergave van het familiewapen van Renesse volgens het register van de Hoge Raad van Adel.
Wapen van het huis Holland
Wapen van het Koninkrijk der Nederlanden
Wapen van Oudenrijn
Wapen van Vleuten-De Meern
Wapen van Westerschouwen

Aagtekerke
· Aardenburg
· Arnemuiden
· Axel
· Baarland
· Bath
· Biervliet
· Biggekerke
· Bloois
· Bommenede
· Borssele
· Boschkapelle
· Botland
· Breskens
· Brigdamme
· Brijdorpe
· Brouwershaven
· Bruinisse
· Burgh
· Buttinge
· Cadzand
· Clinge
· Colijnsplaat
· Domburg
· Dreischor
· Driewegen
· Duiveland
· Duivendijke
· Elkerzee
· Ellemeet
· Ellewoutsdijk
· Eversdijk
· Gapinge
· Graauw en Langendam
· 's-Gravenpolder
· Grijpskerke
· Groede
· Haamstede
· 's-Heer Abtskerke
· 's-Heer Arendskerke
· 's-Heer Hendrikskinderen
· 's-Heerenhoek
· Heille
· Heinkenszand
· Hengstdijk
· Hoedekenskerke
· Hoek
· Hontenisse
· Hoofdplaat
· Hoogelande
· IJzendijke
· Kapelle
· Kats
· Kattendijke
· Kerkwerve
· Klaaskinderkerke
· Kleverskerke
· Kloetinge
· Koewacht
· Kortgene
· Koudekerke
· Krabbendijke
· Kruiningen
· Looperskapelle
· Maire
· Mariekerke
· Meliskerke
· Middenschouwen
· Nieuw- en Sint Joosland
· Nieuwerkerk
· Nieuwerkerke
· Nieuwlande
· Nieuwvliet
· Nisse
· Noordgouwe
· Noordwelle
· Oostburg
· Oosterland
· Oostkapelle
· Oost-Souburg
· Oost- en West-Souburg
· Ossenisse
· Oud-Vossemeer
· Oudelande
· Ouwerkerk
· Overslag
· Ovezande
· Philippine
· Poortvliet
· Renesse
· Rengerskerke en Zuidland
· Retranchement
· Rilland
· Rilland-Bath
· Ritthem
· Sas van Gent
· Scherpenisse
· Schoondijke
· Schore
· Serooskerke (Schouwen-Duiveland)
· Serooskerke (Veere)
· Sinoutskerke en Baarsdorp
· Sint Anna ter Muiden
· Sint-Annaland
· Sint Jansteen
· Sint Kruis
· Sint Laurens
· Sint-Maartensdijk
· Sint Philipsland
· Sirjansland
· Sluis
· Sluis-Aardenburg
· Stavenisse
· Stoppeldijk
· Valkenisse (Walcheren)
· Valkenisse (Zuid-Beveland)
· Vogelwaarde
· Vrouwenpolder
· Waarde
· Waterlandkerkje
· Wemeldinge
· West-Souburg
· Westdorpe
· Westenschouwen
· Westerschouwen
· Westkapelle
· Westkapelle-Buiten en Sirpoppekerke
· Westkerke
· Wissekerke
· Wissenkerke
· Wolphaartsdijk
· Yerseke
· Zaamslag
· Zierikzee
· Zonnemaire
· Zoutelande
· Zuiddorpe
· Zuidzande
· Zwake

Dorpswapens: Geersdijk
· Hansweert
· Kamperland